# Farah (India)
Farah è una suddivisione dell'India, classificata come nagar panchayat, di 8.199 abitanti, situata nel distretto di Mathura, nello stato federato dell'Uttar Pradesh. In base al numero di abitanti la città rientra nella classe V (da 5.000 a 9.999 persone).

## Geografia fisica
La città è situata a 27° 19' 60 N e 77° 46' 0 E e ha un'altitudine di 171 m s.l.m..

## Società

### Evoluzione demografica
Al censimento del 2001 la popolazione di Farah assommava a 8.199 persone, delle quali 4.418 maschi e 3.781 femmine. I bambini di età inferiore o uguale ai sei anni assommavano a 1.613, dei quali 850 maschi e 763 femmine. Infine, coloro che erano in grado di saper almeno leggere e scrivere erano 4.273, dei quali 2.707 maschi e 1.566 femmine.